# Diamantstab

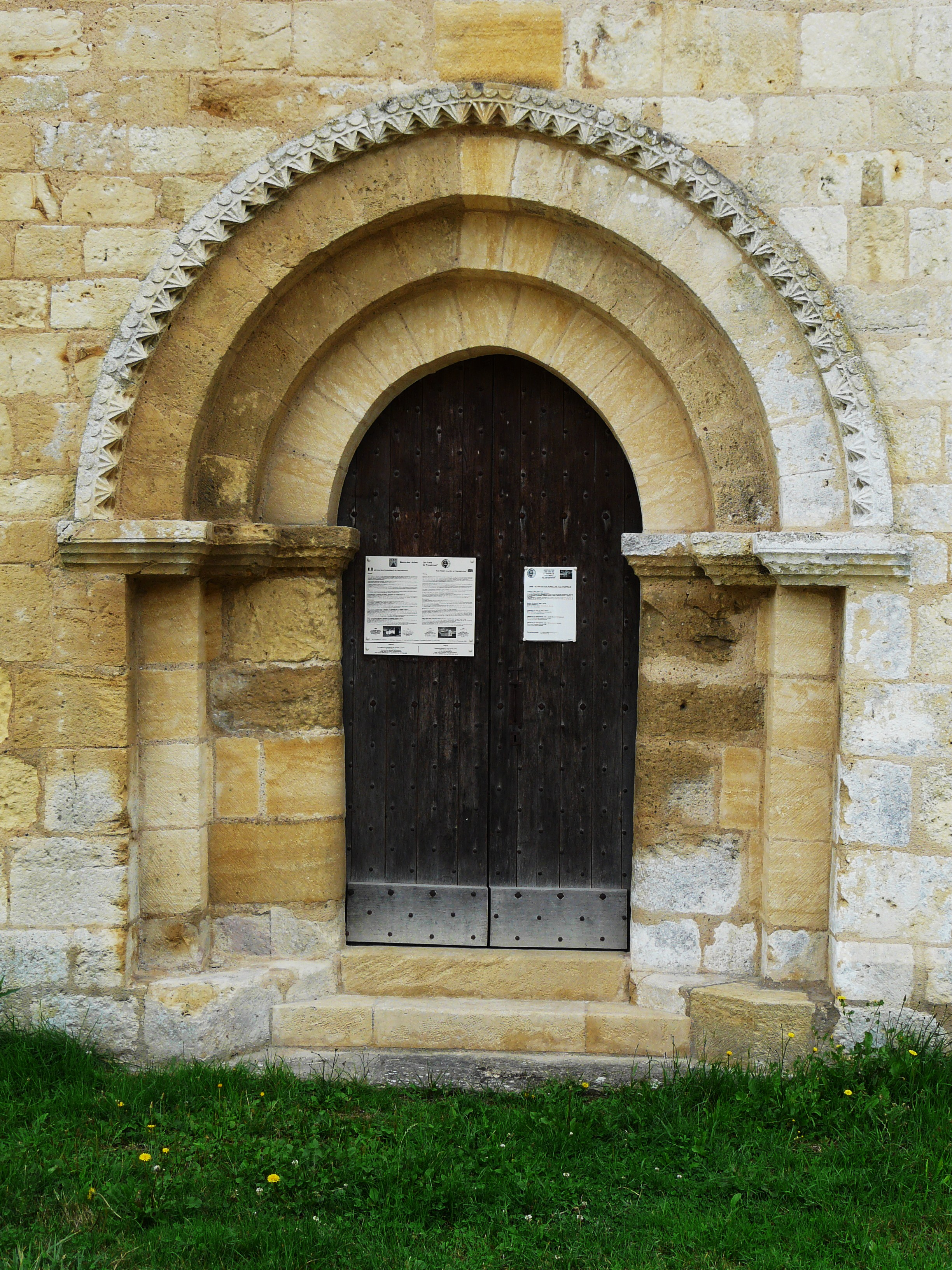
romanisches Portal mit Überfangbogen in Form eines Diamantstabes

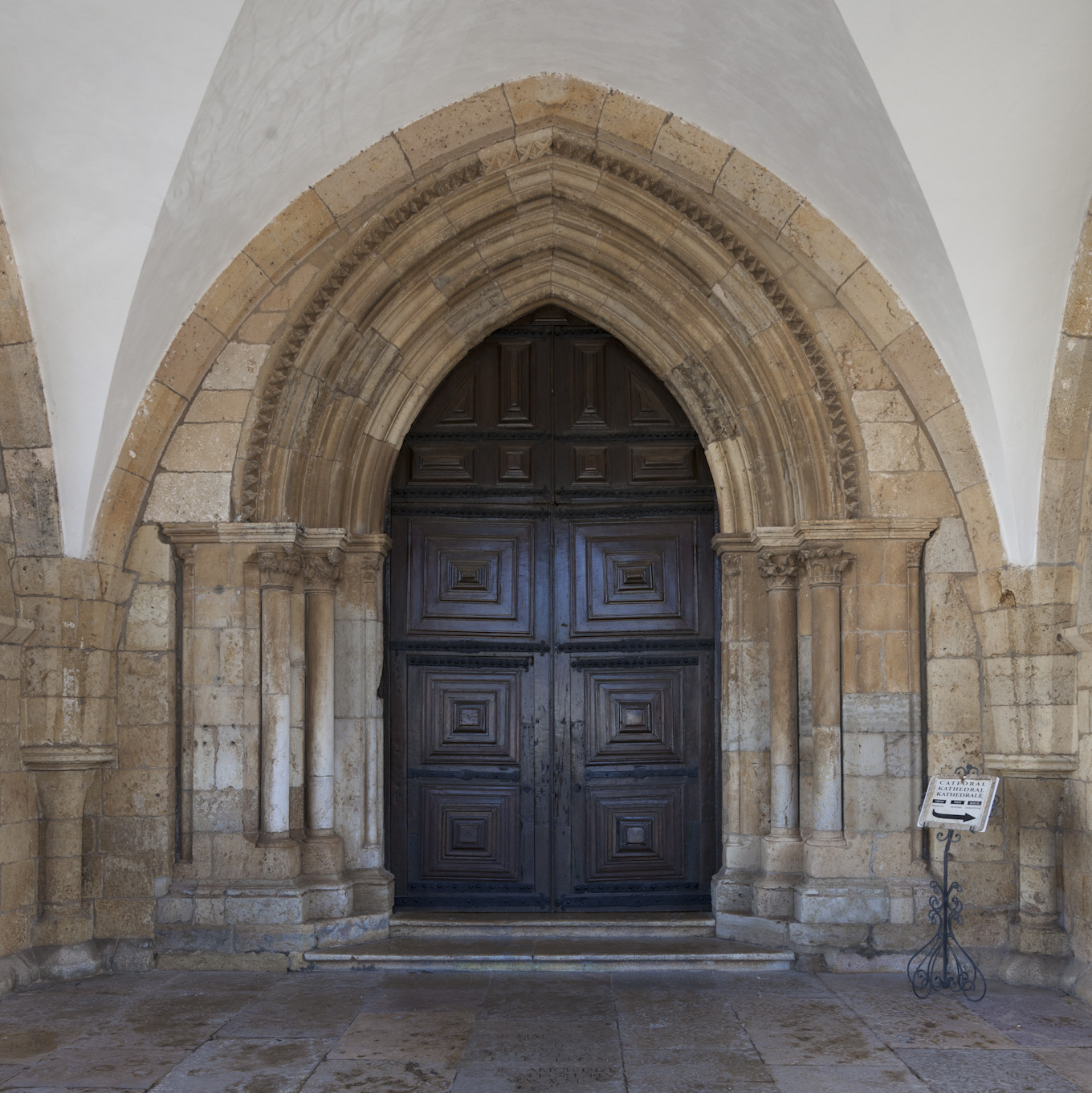
Kathedrale von Faro – gotisches Portal mit Archivolte in Form eines Diamantstabes

Ein Diamantstab ist ein gerader oder gekrümmter Stab mit eingelegten oder vorstehenden geschliffenen Schmucksteinen (Goldschmiedekunst) bzw. mit Verzierungen in Form geschliffener Edelsteine (Architekturornament).

## Vorkommen
Diamantstäbe sind ein typisches Element der Elfenbein- und Goldschmiedekunst. In der Baukunst der Romanik West- und Südeuropas finden sie auch als Architekturornament Verwendung. In der gotischen Architektur und im Barock spielen sie kaum noch eine Rolle; erst in der Kunst des Historismus treten sie vereinzelt wieder in Erscheinung.

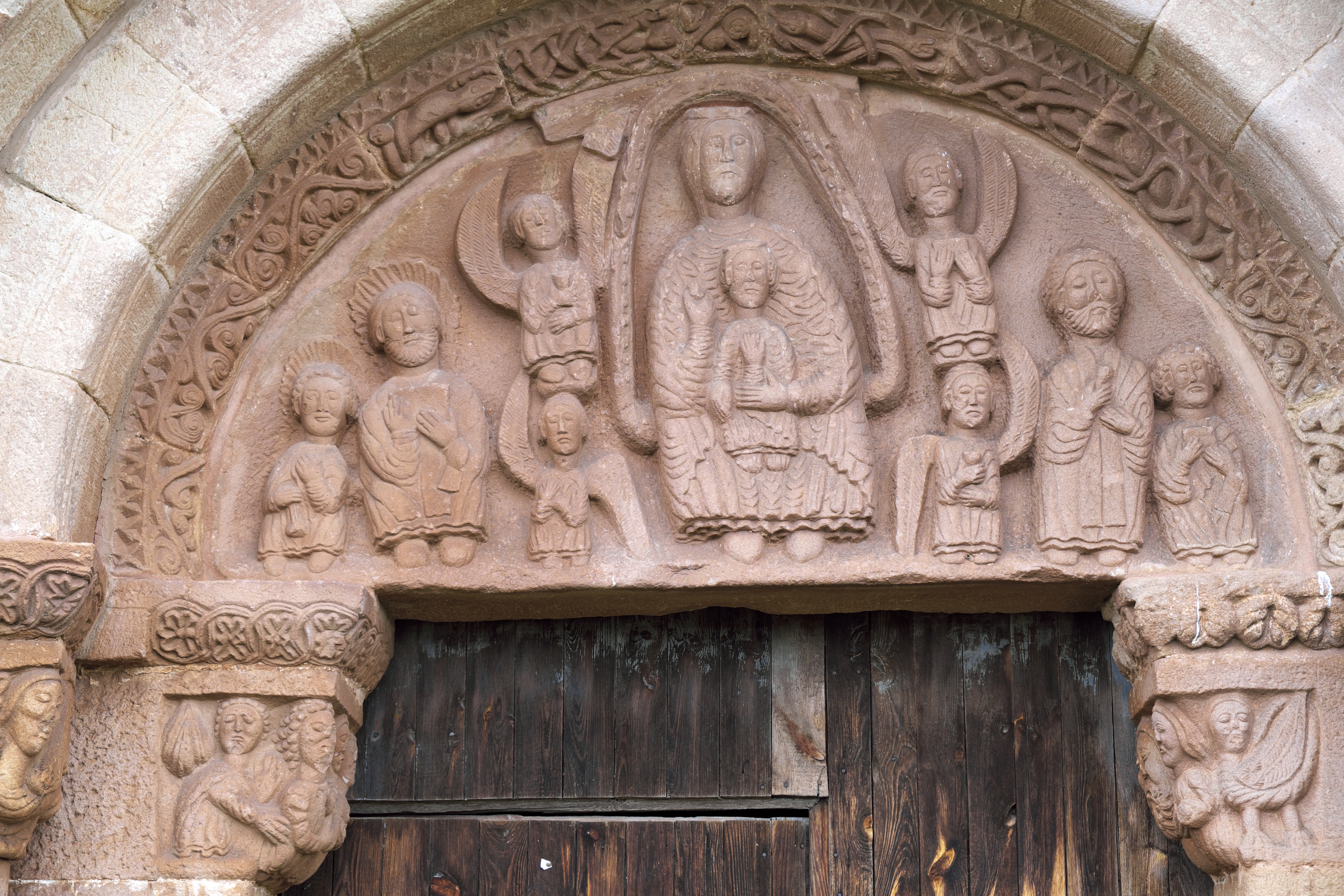
Romanisches Tympanon mit Diamantstab-Rahmung
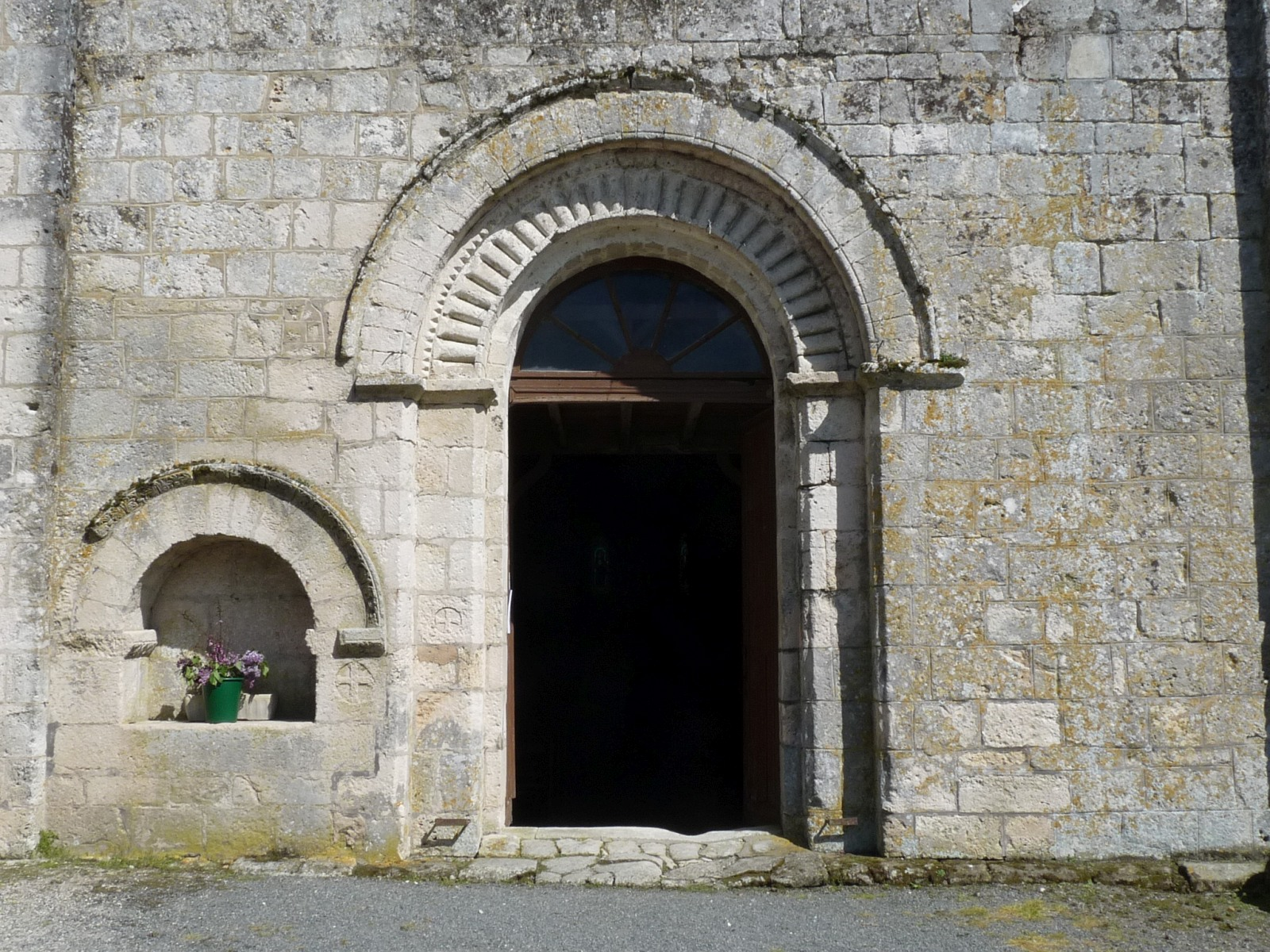
Diamantstab in der Bogenrahmung
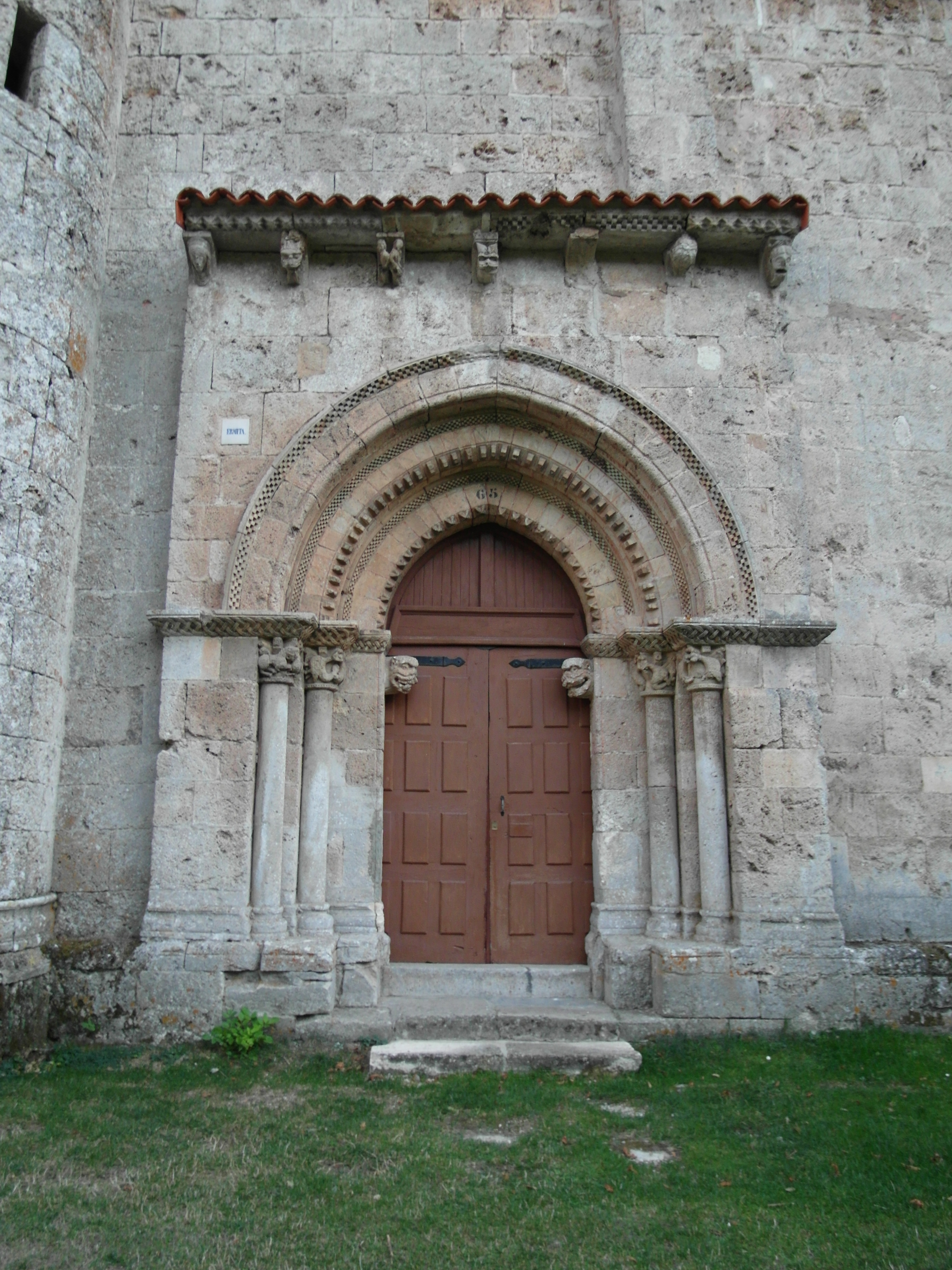
Diamantstab in der Bogenrahmung
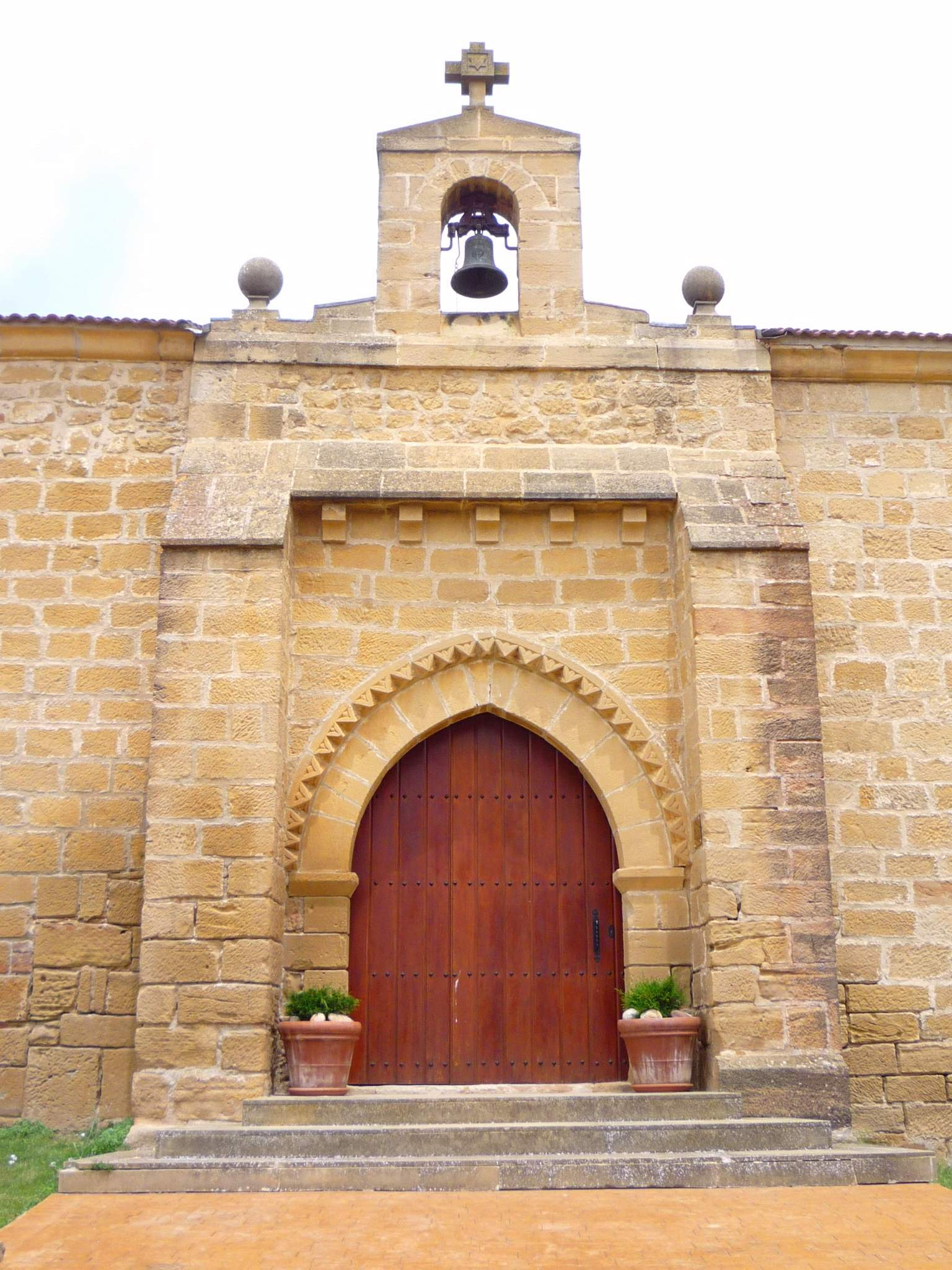
Diamantstab in der Bogenrahmung

## Bedeutung
Diamantstäbe haben ganz eindeutig hoheitlich-repräsentative Implikationen und finden sich deshalb an besonders wertvollem Schmuck oder an Kirchenportalen etc.

## Sonstiges
In der Renaissance wurden gelegentlich ganze Fassadenflächen mit steinernen Spitzen bedeckt, beispielsweise die Casa de los Picos in Segovia, die Casa de las Conchas in Salamanca oder der Palazzo dei Diamanti in Ferrara. Der Effekt wurde vor allem in Rom in Sgraffito-Technik nachgeahmt.